# Amo de las Tinieblas
El Amo de las Tinieblas es un personaje ficticio de la historieta de Karmatrón y los Transformables. Él es la personificación del mal absoluto, y al parecer, el arquetipo original en el que se basaron los seres humanos para crear las figuras de Lucifer, Angra Mainyu, Tifón, Iblís o Shaitán, Set, y otras representaciones de la maldad humana.

## Apariencia
El Amo de las Tinieblas suele manifestarse como un hombre gigantesco y musculoso (de aproximadamente cien metros de altura) que aparece solo de la cintura para arriba, emergiendo del suelo o de otra superficie horizontal. En aquellas ocasiones en que se ha manifestado en mitad del espacio, solo su torso, brazos y cabeza aparecen a cuadro. El Amo de las Tinieblas está compuesto completamente por llamas vivientes, pero a pesar de eso, el fuego que lo conforma adopta una forma característica. Su figura, como ya se dijo, recuerda a la de un hombre colosal, con cuernos de toro en su cabeza, orejas puntiaguas y garras en lugar de manos. Su rostro anaranjado, la única parte aparentemente sólida de su cuerpo ardiente, muestra una frente amplia, una nariz chata y aplastada como la de un murciélago, un mentón muy amplio, cejas muy arqueadas, ojos rojos incandescentes, colmillos de serpiente en su boca (los cuatro caninos) y una lengua bifurcada. Siempre está acompañado por una estela de espeso humo negro.

## Papel dentro enKarmatrón y los Transformables
El Amo de las Tinieblas es la personificación de una fuerza tan antigua como el universo mismo, por lo que la historia exacta de su origen es desconocida para prácticamente todo ser viviente. Al igual que el Lucifer de la tradición judeocristiana o el Shaitán islámico, el Amo de las Tinieblas no es realmente un némesis de la fuerza creadora del universo, ya que, en la historieta de Karmatrón y los Transformables, esta benévola fuerza creadora (Yavé, Alá, Buda etc.) es absoluta e inigualable. Al igual que sucede en el caso de los ya mencionados Lucifer o Shaitán, la verdadera guerra del señor de la maldad es contra los seres humanos (y humanoides) del universo.
Como suele ser el caso de figuras similares en muchas religiones, el Amo de las Tinieblas está imposibilitado (o al menos, severamente limitado) para actuar directamente en el mundo mortal. Para llevar a cabo esta guerra contra los seres mortales del universo, el Amo de las Tinieblas se vale de representantes y delegados que esparcen dolor y sufrimiento en su nombre a través de todos los universos existentes. En el universo donde existe el planeta Tierra, Asura de Metnal es el representante que hace el mal en su nombre.